# Welsh International 1971
Die Welsh International 1971 fanden vom 4. bis zum 5. Dezember 1971 in Cardiff statt. Es war die 21. Auflage dieser internationalen Meisterschaften von Wales im Badminton.

## Sieger und Platzierte
| Disziplin    | Gold                           | Silber                      | Bronze                         |
| ------------ | ------------------------------ | --------------------------- | ------------------------------ |
| Herreneinzel | Mike Tredgett                  | Philip Smith                | William Kidd                   |
| Herreneinzel | Mike Tredgett                  | Philip Smith                | Piet Ridder                    |
| Dameneinzel  | Betty Fisher                   | Angela Dickson              |                                |
| Herrendoppel | Philip Smith William Kidd      | Peter Gardner John Stretch  | Howard R. Jennings Alan Fisher |
| Herrendoppel | Philip Smith William Kidd      | Peter Gardner John Stretch  | T. Bowler D. R. M. Pither      |
| Damendoppel  | Angela Dickson Betty Fisher    | Pamela Jeremiah Sue Brimble |                                |
| Mixed        | Mike Tredgett Kathleen Whiting | D. R. M. Pither M. Withers  | John Stretch J. Thomas         |
| Mixed        | Mike Tredgett Kathleen Whiting | D. R. M. Pither M. Withers  | D. K. Hopkins Angela Dickson   |

## Finalresultate
| Disziplin    | Sieger                         | Finalist                    | Ergebnis           |
| ------------ | ------------------------------ | --------------------------- | ------------------ |
| Herreneinzel | Mike Tredgett                  | Philip Smith                | 18–16, 15–8        |
| Dameneinzel  | Betty Fisher                   | Angela Dickson              | 11–7, 11–5         |
| Herrendoppel | Philip Smith William Kidd      | Peter Gardner John Stretch  | 15–9, 15–12        |
| Damendoppel  | Angela Dickson Betty Fisher    | Pamela Jeremiah Sue Brimble | 18–17, 16–17, 15–4 |
| Mixed        | Mike Tredgett Kathleen Whiting | D. R. M. Pither M. Withers  | 15–0, 15–1         |